# Willi Daume

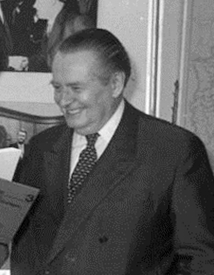
Willi Daume (1982)

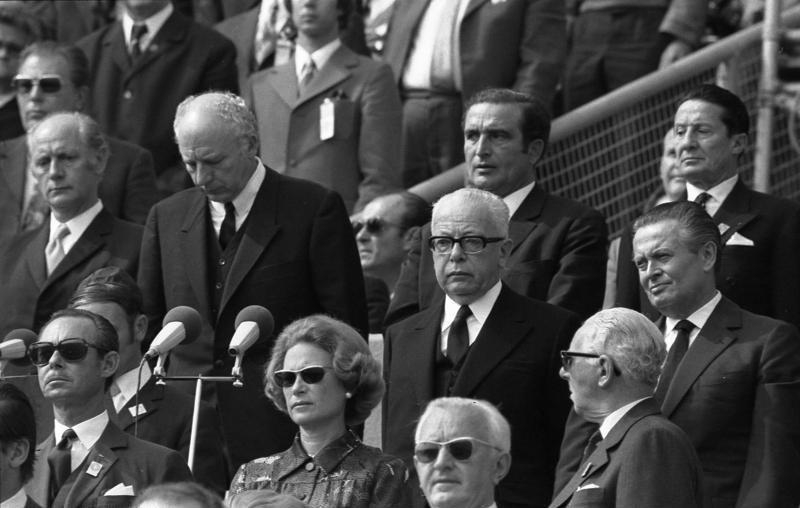
Willi Daume (1972) auf der Trauerfeier während der Olympischen Spiele

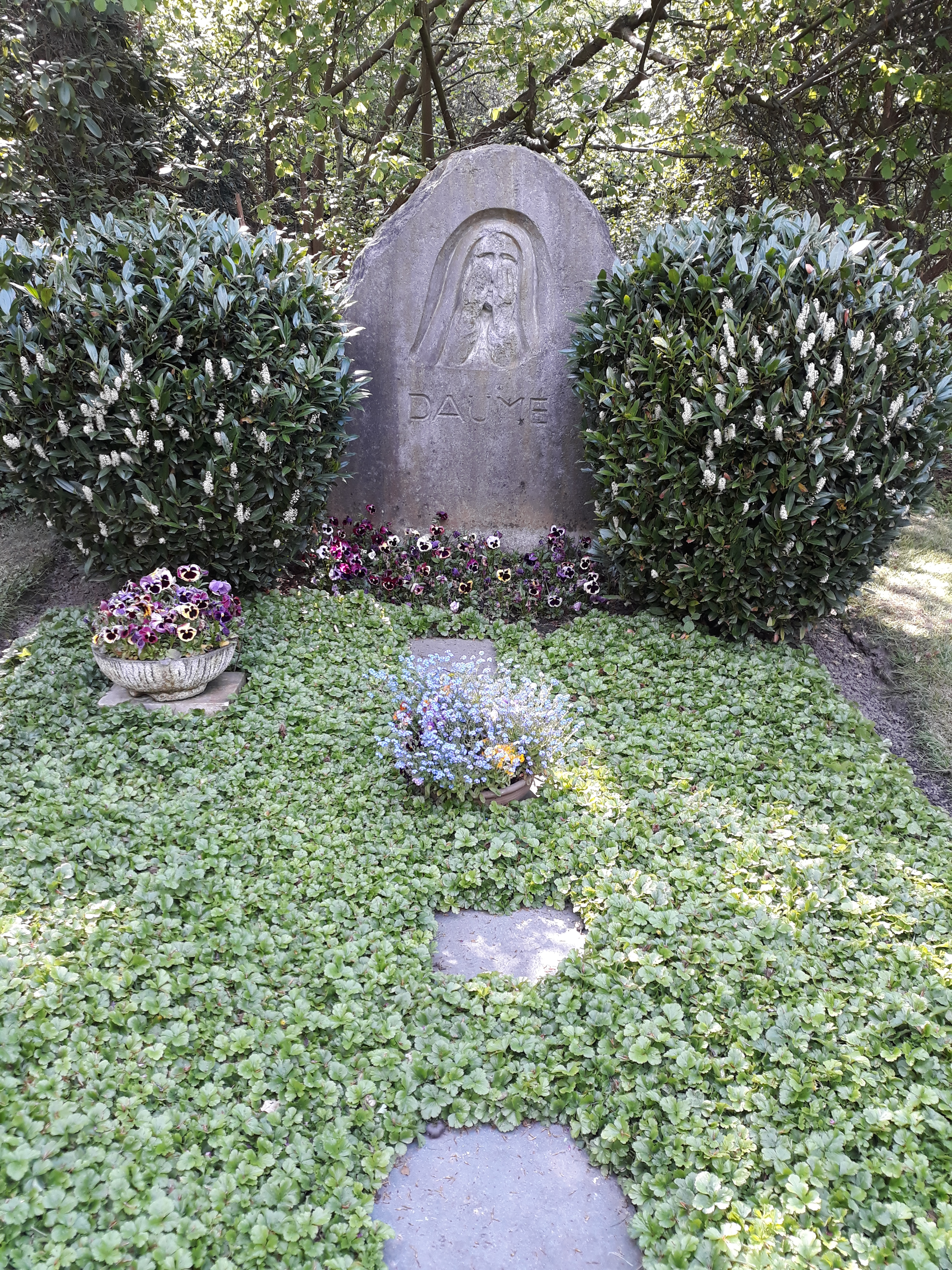
Das Grab von Willi Daume im Familiengrab auf dem Hauptfriedhof Dortmund

Willi Daume (* 24. Mai 1913 in Hückeswagen, Kreis Lennep, Rheinprovinz; † 20. Mai 1996 in München) war ein deutscher Unternehmer, Sportler und Sportfunktionär. Er war in den 1930er Jahren deutscher Nationalspieler im Basketball und Feldhandball und bei den Olympischen Sommerspielen in Berlin 1936 nicht eingesetzter Ersatzspieler der deutschen Basketballmannschaft.
Daume war von 1950 bis 1970 Präsident des Deutschen Sportbundes sowie von 1961 bis 1992 Präsident des Nationalen Olympischen Komitees für Deutschland (NOK). Er wurde als der „bedeutendste Sportfunktionär in der Geschichte der Bundesrepublik Deutschland“ sowie als „mächtigster und einflussreichster Sportfunktionär des westdeutschen Nachkriegssports“ bezeichnet.

## Leben
Willi Daume verbrachte den größten Teil seines Lebens in Dortmund, wo er im Dortmunder Hafen, Stadtteil Lindenhorst, eine Eisengießerei besaß. Einer seiner Taufpaten war Ferdinand Goetz, der Vorsitzende der Deutschen Turnerschaft und Gegner einer deutschen Olympiateilnahme 1896. Die Besuche der Olympischen Sommerspiele 1928 in Amsterdam mit dem Vater und der Sommerspiele 1932 in Los Angeles auf eigene Initiative bildeten entscheidende Anstöße für sein lebenslanges Engagement für die olympische Idee und Bewegung.
Willi Daume war der Sohn des Fabrikanten Wilhelm Daume und der Emilie, geb. Rademacher. Mit seiner Frau Rose(marie) war Willi Daume Vater von Kai und der Literaturübersetzerin Doreen Daume. Sein Studium der Betriebswirtschaft, Volkswirtschaft und Rechtswissenschaft schloss er nicht ab.
1971 war er als NOK-Präsident in Kurt Wilhelms TV-Komödie Olympia-Olympia neben Beppo Brem, Joachim Fuchsberger und Helga Anders zu sehen.

## Aktiver Sportler während der Zeit des Nationalsozialismus
Daume beantragte am 20. Dezember 1937 die Aufnahme in die NSDAP und wurde rückwirkend zum 1. Mai desselben Jahres aufgenommen (Mitgliedsnummer 6.098.980). Er beendete 1938 nach dem Tod seines Vaters ohne Abschluss das Studium und übernahm die Leitung der Gießerei.
Willi Daume betrieb bei Eintracht Dortmund vor allem Leichtathletik (Hochsprungbestleistung 1,82 m) und Handball. Der sprungkräftige Daume wurde 1935 mit anderen Studentenhandballern vor allem aus Breslau zum Basketball umgeschult und vertrat Deutschland bei den VI. Akademischen Weltspielen in Budapest. Er gehörte zur Kernmannschaft von 14 Spielern für das erste olympische Basketballturnier 1936 in Berlin, kam aber nicht zum Einsatz, bestritt also kein offizielles Länderspiel. Nach dem Olympiaturnier veröffentlichte er eine scharfe Kritik an der unzureichenden Vorbereitung und dem fehlenden Mannschaftsgeist der deutschen Olympiaauswahl („Das Lehrgeld ist bezahlt!“). Ob ihm durch die Berufung in den Basketballkader die Goldmedaille mit der Feldhandballmannschaft entging, bleibt eine ungelöste Frage.
Während des Krieges setzte seine Eisengießerei 65 Zwangsarbeiter ein. Im Krieg war er in seinem Heimatverein TSC Eintracht Dortmund als Jugend- und Handballwart tätig, ab 1944 zudem Gaufachwart für Handball. Von 1943 an war er Informant für den Sicherheitsdienst des Reichsführers SS (SD) und fertigte Berichte für diesen an. Laut eigener Aussage tat er dies nur, um damit einem Fronteinsatz zu entgehen. Wie er selbst später angab, sollen diese Berichte jedoch so „blödsinnig“ gewesen sein, dass der SD das Interesse an seiner Mitarbeit verloren habe. Außer Daumes eigenen Aussagen liegen bisher keine weiteren Fakten über seine Arbeit als Informant des SD vor, so Daume-Biograph Jan C. Rode.

## Arbeit im Verbandswesen nach dem Zweiten Weltkrieg
Nach Kriegsende engagierte er sich zunächst auf regionaler Ebene für den Wiederaufbau der Sportorganisationen und wurde 1947 1. Vorsitzender des Arbeitsausschusses für Handball und 1949 Präsident des Deutschen Handball-Bundes. Diese Position hatte er bis 1955 inne. Seine Laufbahn als „Multifunktionär“ begann 1950 mit der Wahl zum Präsidenten des Deutschen Sportbundes. Zunächst war er nur als Kompromisskandidat in dieses Amt gewählt worden, hatte die Präsidentschaft dann aber bis 1970 inne. Da Handball sowohl Sport- als auch Turnspiel war, konnten sich beide Lager in seiner Person wiederfinden. Er verstand es, die alte Garde der Mitarbeiter des NS-Sports im neuen westdeutschen Sport weiterzubeschäftigen (so u. a. Guido von Mengden, der der Verwaltungsleiter des Reichssportführers und von Daume war) und war so schnell handlungsfähig.
1956 wurde er in das Internationale Olympische Komitee berufen, war von 1972 bis 1976 dessen Vizepräsident und von 1978 bis 1991, dem Jahr seines Ausscheidens aus dem Komitee, der Vorsitzende der IOC-Zulassungskommission. Daume sprach sich zunächst für regelmäßigen Kontakt zum Sport in der Deutschen Demokratischen Republik aus, brach die Verbindung aber nach dem Bau der Berliner Mauer im August 1961 ab. Er leitete verschiedene IOC-Kommissionen und war entscheidend an der Änderung des Amateur-Paragraphen beteiligt. Für seine Verdienste wurde er vom IOC 1992 (Verleihung 1993) mit dem Olympischen Orden in Gold ausgezeichnet. Wesentliche Impulse gab er der olympischen Bewegung durch die von ihm nach der Trennung der Gesamtdeutschen Olympiamannschaft nach München geholten Olympischen Sommerspiele 1972. Er saß dem Organisationskomitee der Münchner Spiele vor, die er durch Gestaltung und Verbindung mit Architektur, Kunst, Kultur und Wissenschaft über die sportliche Präsentation hinaushob.
1980 sprach sich Daume vehement, wenn auch vergeblich, gegen einen westdeutschen Olympiaboykott der Moskauer Spiele aus: „Der olympische Boykott war eines der berühmtesten, aber widersinnigsten, überflüssigsten und politisch wie sportlich schädlichsten Ereignisse“, sagte Daume. Im selben Jahr kandidierte Daume als Präsident des IOC. Seine Bewerbung galt zunächst als aussichtsreich, war wegen des Boykotts der Sommerspiele von Moskau durch die Bundesrepublik Deutschland aber chancenlos, auch da der in Moskau gewählte Juan Antonio Samaranch seine Wahl systematisch vorbereitet hatte. Daume betonte nach der verlorenen Wahl, ihm sei klar gewesen, dass „ein Nationales Olympisches Komitee, das die Spiele boykottiert, keinen Anspruch auf die IOC-Präsidentschaft anmelden kann.“ Seine Kandidatur sei deshalb „eigentlich mehr ein symbolischer Akt“ gewesen. Beim Olympischen Kongress 1981 in Baden-Baden, dessen Rahmen er mitbestimmte, trug er zum Wandel der olympischen Bewegung auch durch die Anwesenheit von Sportlern bei. Das führte zur Bildung einer Athletenkommission im IOC und half die Amateurbestimmungen 1981 abzuschaffen. Daume wurde vom Ministerium für Staatssicherheit der Deutschen Demokratischen Republik (DDR) wegen der Entwicklung „feindlicher Aktivitäten gegen die DDR“ auf einer Schwarzen Liste geführt.
Im September 1990 stellte Daume ein Rücktrittsgesuch, um aus dem IOC auszuscheiden. Thomas Bach sollte dort sein Nachfolger werden. Beides wurde auf der IOC-Vollversammlung in Tokio abgelehnt. Im Juni 1991 trat Daume als IOC-Mitglied zurück, er wurde zum Ehrenmitglied ernannt. Von 1961 bis 1992 war er Präsident des deutschen Nationalen Olympischen Komitees.
Willi Daume war zudem Ideengeber für die 1967 gegründete Stiftung Deutsche Sporthilfe und zwischen 1988 und 1991 deren Vorsitzender. Von 1979 bis 1988 war er Präsident der Deutschen Olympischen Gesellschaft (DOG). Daume war Mitglied im Akademischen Turnbund. Laut Reimar Lüst schlug Daume Brücken „zwischen Sport, Wissenschaft und Kunst“. Der damalige Bundespräsident Karl Carstens bezeichnete Daume anlässlich dessen 70. Geburtstags als „feinfühligen Beobachter, der nachdenkt über den Sport“. Ein wichtiges Ziel Daumes Funktionärstätigkeit im Sport war, „den Sport in die Mitte der bundesdeutschen Gesellschaft zu holen“. Vor der Vereinigung der beiden deutschen Staaten 1990 sprach sich Daume im Juni des Jahres für einen raschen Beginn der Bildung einer gesamtdeutschen Olympiamannschaft für die Spiele 1992 aus und sagte über die Bedeutung des DDR-Leistungssports: „Von allem, was die DDR als Heiratsgut in die deutsche Ehe einbringt, ist der Elitesport das international Hochwertigste.“ Als das Internationale Olympische Komitee nach den Sommerspielen 1992 eine Verringerung der Olympiateilnehmerzahlen erwog, wertete Daume das als bevorstehendes „Ende der Idee“ Olympischer Spiele.
1993 musste er für sein Unternehmen Vergleichsantrag stellen. Die letzten verbliebenen und inzwischen verfallenen Gebäude auf dem Grundstück Lindenhorster Straße 110 wurden 2012 abgerissen. Heute befindet sich dort eine Mietgaragenanlage.
Die letzten Jahre lebte er in bescheidenen Verhältnissen in München, wo er im ehemaligen olympischen Dorf eine kleine Wohnung hatte. Daume starb im Alter von 82 Jahren in einem Münchener Krankenhaus an den Folgen einer Krebserkrankung und wurde auf dem Hauptfriedhof Dortmund beigesetzt.

## Haltung zum Doping
Bei der in den 2010er Jahren aufkommenden Diskussion um Doping in der Bundesrepublik Deutschland wurden auch Vorwürfe gegen Daume laut. In einem Brief an Daume schrieben die beiden zu den damals führenden westdeutschen Sportmedizinern zählenden Herbert Reindell und Joseph Keul im November 1976, dass das Verbot von Anabolika fragwürdig sei, da „bis heute Erkrankungen oder Schäden nicht bekannt sind“. In dem im Jahr 2015 veröffentlichten Gutachten „Joseph Keul: Wissenschaftskultur, Doping und Forschung zur pharmakologischen Leistungssteigerung“ bezeichnen die Autoren Andreas Singler und Gerhard Treutlein Daume daher „als Mitwisser des verbreiteten Dopings in der Bundesrepublik“, dabei sei er „im Prinzip durchaus ein Gegner jeglicher Manipulation im Leistungssport“ gewesen. Gleichzeitig dürfe nach Ansicht der Autoren nicht der Schluss gezogen werden, „dass er (Daume) gewissermaßen Mitglied einer aktiven Verschwörung zum Doping bzw. zur pharmakologischen Manipulation gewesen sei“. Zwischen Daume und dem umstrittenen Keul bestand laut Sporthistoriker Giselher Spitzer „lange ein Vertrauensverhältnis“, Keul habe Daume „sogar Interna zur Anabolika-Praxis zukommen“ lassen. „Das Fehlen eines Gegensteuerns Daumes“ werteten die Verfasser der Studie „Doping in Deutschland von 1950 bis heute aus historisch-soziologischer Sicht im Kontext ethischer Legitimation“ „als billigende Mitwisserschaft, zumal Daume viele Unterlagen zum Doping erhielt und den Problembereich schon früh kennengelernt haben musste.“ Daume, der Patient des Dopingarztes Armin Klümper war, wollte laut Zeitzeugen nicht über die Einzelheiten der „Realität des bundesdeutschen Spitzensports“ unterrichtet sein, sei nicht bereit gewesen, „Konsequenzen aus vorhandenem Wissen um Doping in der BRD zu ziehen“ und zeichnet deshalb laut dem Gutachten „Armin Klümper und das bundesdeutsche Dopingproblem“ „als der wichtigste und einflussreichste Sportfunktionär in der Geschichte der Bundesrepublik Deutschland mitverantwortlich für die typisch westdeutsche Systematik des hochleistungssportlichen Dopings.“ Daume stehe in Bezug auf das Doping in der BRD beispielhaft „für eine Kulturtechnik des aktiven ‚Sichblindmachens‘“ und habe das Dopingproblem „durch eine Tabuisierung der Kommunikation über Doping auf eine Weise zu verdrängen versucht, die faktisch als Beitrag zur deutschen Dopingproblematik gewertet werden muss“, heißt es in dem Gutachten. Im Juli 1989 schlugen Daume und Hans Hansen (damals Vorsitzender des Deutschen Sportbundes) der DDR vor, sich gemeinsam des Doping-Problems anzunehmen. Daume sagte in diesem Zusammenhang: „Ich sehe keinen Unterschied zwischen Staatsdoping und kapitalistischem Doping.“ Im Juli 1991 sprach sich Daume in einem Brief an IOC-Präsident Samaranch für verschärfte Bestimmungen bei der Zulassung von Sportlern zu Olympischen Spielen aus. Daumes Vorschlag zufolge sollten nur Sportlern aus Staaten die Teilnahme gewährt werden, die von unabhängigen Fachleuten durchgeführte Dopingproben in Wettkampf und Training zulassen.

## Gedenken
Der Sitz des Deutschen Handballbundes an der Dortmunder Strobelallee, das Willi-Daume-Haus, ist nach ihm benannt. In seiner Geburtsstadt Hückeswagen wurde das Freizeitbad nach ihm in Willi-Daume-Bad getauft. Am 4. Mai 2007 konstituierte sich in Frankfurt am Main die Deutsche Olympische Akademie Willi Daume. Im Olympiapark München gibt es seit 1998 einen Willi-Daume-Platz. 2006 wurde Daume in die Hall of Fame des deutschen Sports aufgenommen. Im Jahre 2010 benannte die Bezirksvertretung Brackel eine Willi-Daume-Straße in der Nähe des BVB-Trainingszentrums in einem Neubaugebiet in Brackels Norden.

## Auszeichnungen
- 1959 – Großes Verdienstkreuz des Verdienstordens der Bundesrepublik Deutschland am 30. November 1959
- 1966 – Krawattenmann des Jahres
- 1973 – Großes Verdienstkreuz des Verdienstordens der Bundesrepublik Deutschland mit Stern[28] am 19. Januar 1973
- 1973 – Bayerischer Verdienstorden
- 1975 – Kultureller Ehrenpreis der Landeshauptstadt München
- 1986 – Großes Verdienstkreuz des Verdienstordens der Bundesrepublik Deutschland mit Stern und Schulterband am 23. Mai 1986
- 1988 – Goldener Ehrenring der Stadt München
- 1993 – Olympischer Orden
- 1993 – Verdienstorden des Landes Berlin
- 2006 – Aufnahme in die Hall of Fame des deutschen Sports